# Bašigovačko jezero
Bašigovačko jezero je jezero u Bosni i Hercegovini kod Živinica. Nalazi se u jugoistočnom dijelu općine i udaljeno je 6 km od grada. Jezero je kopovskog tipa i nastalo je 1984. godine kada je obustavljena eksploatacija rude. Dugo je oko 400, a široko oko 350 metara s maksimalnom dubinom oko 40 metara na sredini. Dubina jezera u priobalnom pojasu varira tako da se kreće 2,5 - 5 metara u istočnom i sjevernom dijelu dok južni i zapadni dio ima obalu s blagim povećanjem dubine.